# Summer World University Games 2025/Teilnehmer (Albanien)
| Gelbes Symbol für Goldmedaillen mit stilisierten Olympischen Ringen | Graues Symbol für Silbermedaillen mit stilisierten Olympischen Ringen | Braundes Symbol für Bronzemedaillen mit stilisierten Olympischen Ringen |
| ------------------------------------------------------------------- | --------------------------------------------------------------------- | ----------------------------------------------------------------------- |
| —                                                                   | —                                                                     | —                                                                       |

Albanien nahm an den Summer World University Games 2025 vom 16. bis zum 27. Juli mit 6 Athleten (5 Männer und 1 Frau) teil.

## Teilnehmer nach Sportarten

### Leichtathletik
| Männer - Julian Vila (100 m) | Frauen - Elisa Myrtollarit (100 m) |

### Taekwondo
Männer
- Tedi Likometi (Klasse bis 54 kg)
- Ernest Merdanaj (Klasse bis 63 kg)
- Gledis Buba (Klasse bis 68 kg)
- Ibrahim Hidri (Klasse bis 80 kg)